# Avenida George-V
La Avenue George-V es una avenida situada en el barrio de los Campos Elíseos del Distrito 8 de París, Francia. Tiene una longitud de 730 m y una anchura de 40 m. Empieza en la Place de l'Alma y termina en el número 99 de la Avenida de los Campos Elíseos, marcando el límite oeste del triangle d'or.
La Avenue George-V es una de las calles más prestigiosas de París. Allí se encuentran tiendas de lujo, palacios, restaurantes y discotecas. Los más célebres de ellos son el Hôtel George-V, famoso palacio de estilo art déco, y el Crazy Horse Saloon, uno de los cabarets más famosos de París. Igualmente, la avenida alberga dos embajadas: la de China y la de España.
Esta calle está servida por las estaciones George V y Alma - Marceau del Metro de París.

## Historia

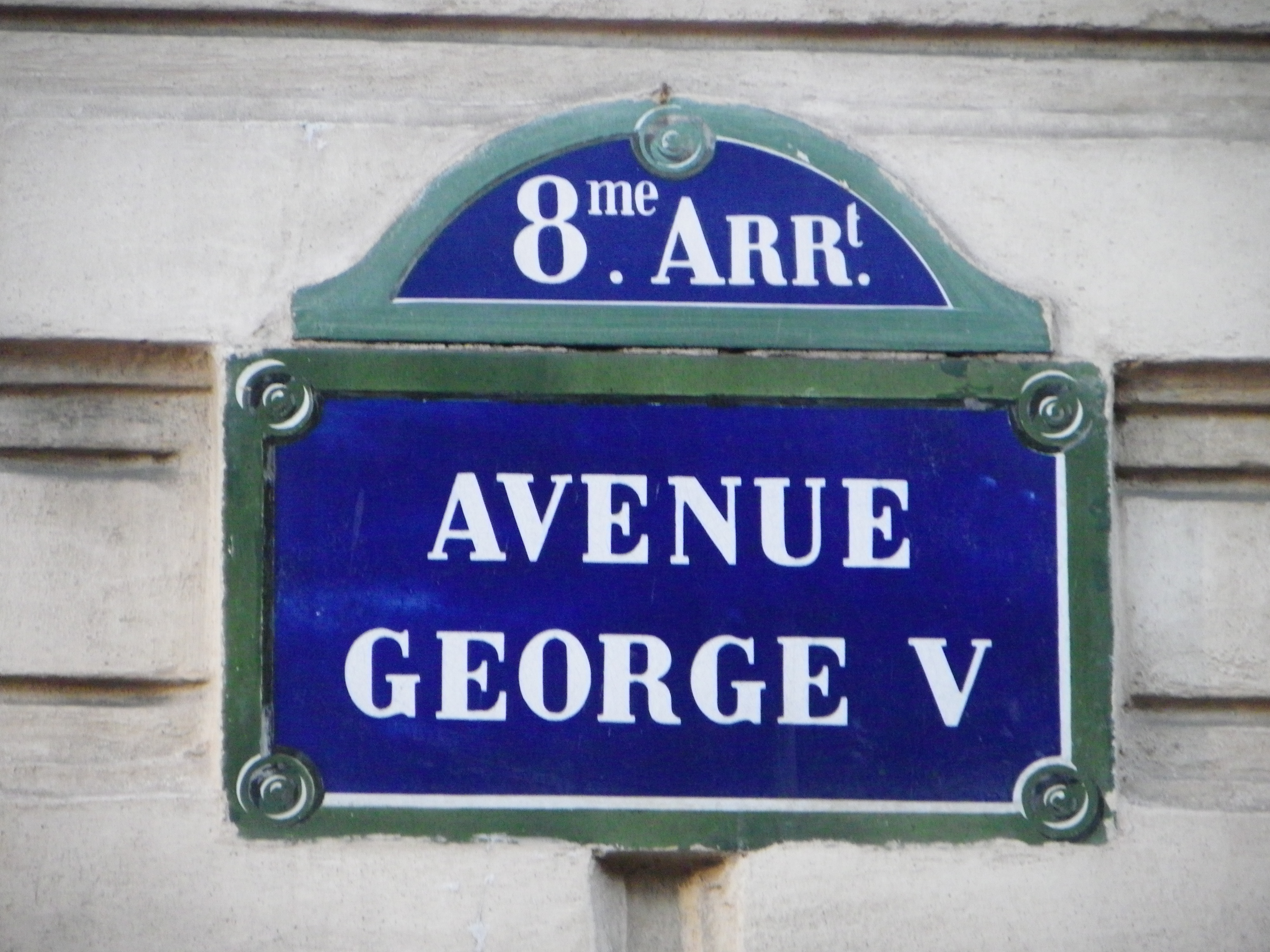
Placa de la Avenue Georges-V de París.

Antiguamente llamada Avenue de l'Alma, recibió su denominación actual el 14 de julio de 1918 en honor al rey Jorge V de Inglaterra.
Entre 1877 y 1893 se encontraba en la esquina de esta avenida con la Avenue du Président-Wilson (entonces parte de la avenue du Trocadéro) el Hipódromo de París.
«Los edificios, observa André Becq de Fouquières en 1953, fueron convertidos en su mayor parte en tiendas y creo que solo (en el número 42) figura el nombre del barón Bro de Comères desde hace cincuenta años.»
Este sitio está servido por las estaciones George V y Alma - Marceau del Metro de París.

## Edificios y lugares de interés

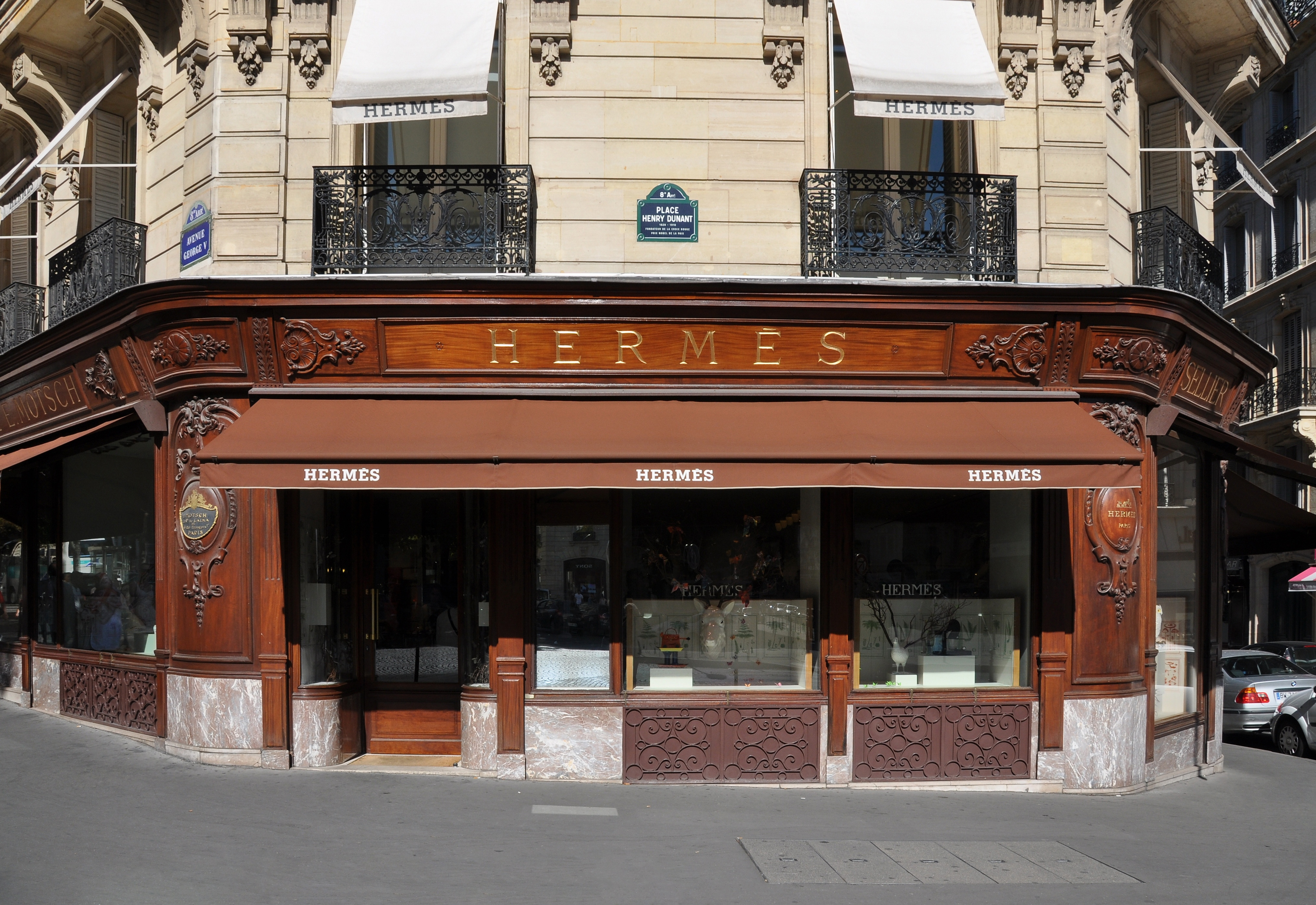
Tienda de Hermès en la Avenue George V.

- Nº 3: Hôtel de Caraman: Habitado[3] por Maurice de Riquet de Caraman (1845-1931), conde y después duque de Caraman (1868), consejero general de Seine-et-Oise, casado con Marie Arrighi de Casanova de Padua (1849-1929)[4] y propietario del Château de Courson. El diseñador de moda Hubert de Givenchy instaló aquí su tienda en 1961.
- Nº 9: Hôtel de Ganay: Construido en 1896-1898 por el arquitecto Ernest Sanson para el marqués Jean de Ganay y la marquesa Berthe de Béhague. «La marquesa de Ganay, nombre de soltera Berthe de Béhague, gran dama de gran bondad, y que demostraba un gusto infinito (los oficiales de Bellas Artes la pedían consejo para las adquisiciones que debían enriquecer los museos franceses) tenía un edificio donde se podía ver un raro conjunto del siglo XVIII. Su salón fue uno de los más selectos de París y destacaba porque allí se reunía, entre otras personalidades, toda la aristocracia del deporte, ya que M. de Ganay (que poseía une cuadra de caballos de carreras) era un apasionada de los juegos al aire libre.»[5] En la actualidad contiene la Asamblea Permanente de las Cámaras Agrarias. Destacable decoración interior.

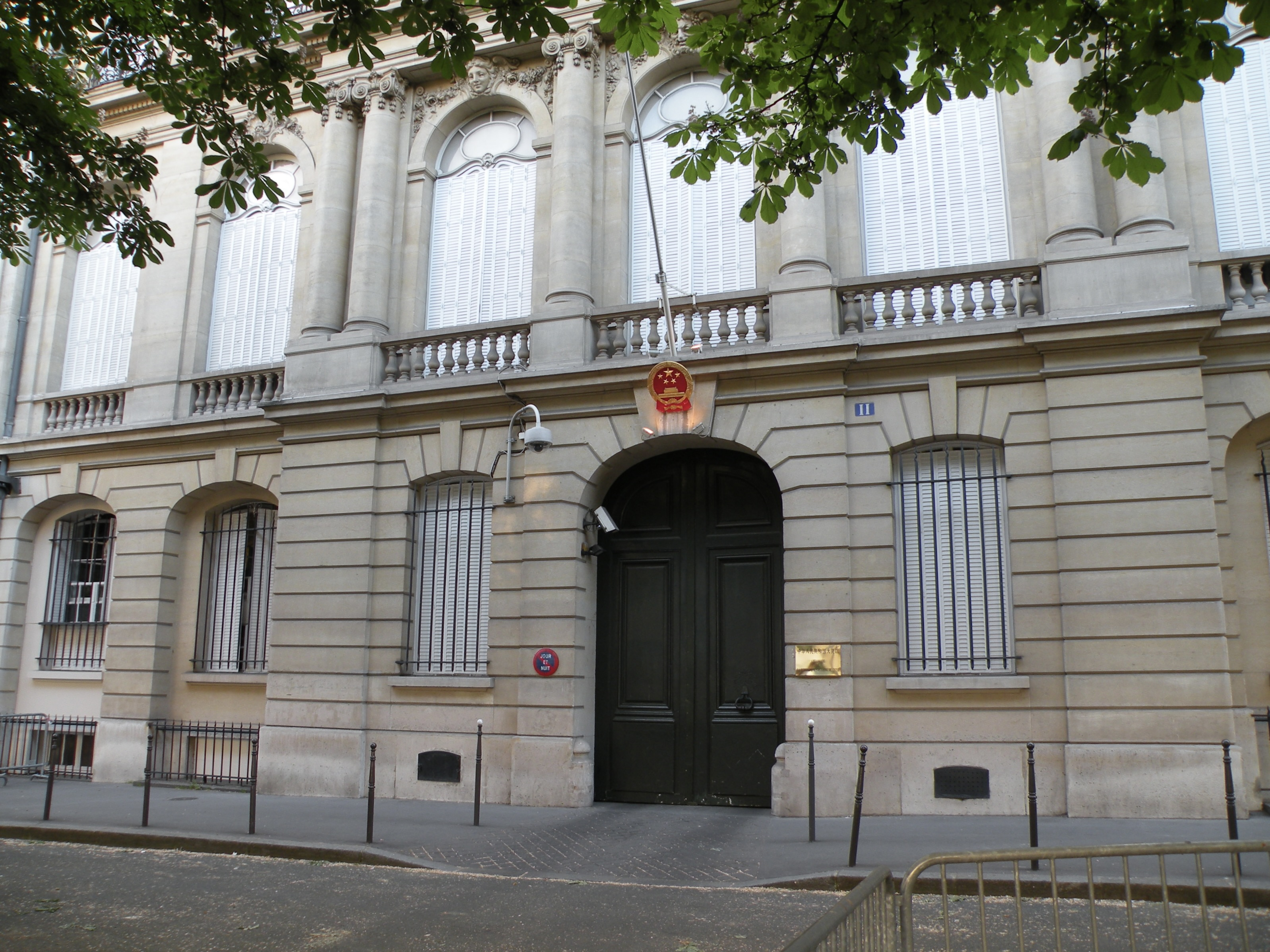
Embajada de China en Francia, en el número 11.

- Nº 11: Hôtel de Rouvre (también llamado Lebaudy), hôtel particulier construido según el proyecto del arquitecto A. Coulomb para el industrial y político Gustave Lebaudy (1827-1889), que pasó después a su hija Geneviève (1860-1936) y a su hijo Charles Bourlon de Rouvre (1850-1924).[6] En la actualidad contiene la Embajada de China.
- Nº 15: Hôtel de Wagram, hôtel particulier construido en una gran parcela situada entre la Avenue de l'Alma y la Avenue Joséphine (actual Avenue Marceau), atravesada parcialmente por el antiguo acueducto de París. La Sociedad del Hipódromo de París consideró la construcción de un nuevo hipódromo en este terreno y las parcelas contiguas antes de abandonar el proyecto.
  - La Société Thome et Cie, concesionaria de la Ciudad de París para la parcelación de las avenidas de l'Alma y Joséphine, vendió este terreno el 29 de julio de 1865 a Lucie Caroline Dassier (†1876), esposa de Nathaniel Johnston, rico negociante bordelés. Este hizo construir en 1869 un palacete diseñado por el arquitecto Delestrade según las reglas de la concesión.[7] El edificio tiene dos plantas coronadas por un techo con mansardas cubierto con pizarra. En fachada tiene una serie de grandes ventanas idénticas a excepción de una gran ventana en la parte izquierda que forma un pabellón distinto del corps de logis principal. La fachada hacia el jardín da hacia una terraza y está más decorada que la fachada hacia la calle. Su decoración reproduce motivos inspirados en el estilo del Renacimiento francés.
  - Nathaniel Johnston (1836-1914), fue diputado de la Gironda entre 1869 y 1876 además de dirigir la casa de vinos familiar que poseía los dominios bordeleses de Ducru-Beaucaillou (Saint-Julien) y Dauzac-Labarde (Margaux). El 4 de septiembre de 1870, el día después de la Batalla de Sedán, reunió en su palacete un grupo de parlamentarios contrarios a la creación de un gobierno de defensa nacional. Tras perder en las elecciones legislativas de 1876, año en el que también perdió a su mujer, se dedicó a sus propiedades vitícolas en Gironda y dejó de habitar su residencia parisina, aunque la siguió conservando en propiedad.
  - El 13 de junio de 1891, el palacete fue adquirido por Berthe de Rothschild (1862-1903), princesa de Wagram por su matrimonio con Alexandre Berthier (1836-1911), III Príncipe de Wagram.[8] Este compró también, en 1893, una parcela que pertenecía a la Sociedad del Hipódromo de París que le permitió disponer de un jardín junto a su palacete. Ese mismo año, compró a la ciudad de París una parte de nueve metros del acueducto que atravesaba una parte de la propiedad y que se encontraba abandonado. Las obras de ampliación, dirigidas en 1894 por el arquitecto Stéphan Le Bègue, dieron a la residencia su aspecto definitivo.
  - Tras la muerte de la princesa, el palacete pasó a manos de su marido, y después de su hijo, Alexandre Berthier  (1883-1918), IV y último príncipe de Wagram, único propietario del palacete en 1911, que cayó en combate durante la Primera Guerra Mundial. «En una época donde muchos coleccionistas, aunque manifestaban un verdadero sentido de la belleza ante las obras de los antiguos maestros, carecían de gusto ante la pintura moderna, el Príncipe, sin preocuparse de lo que pudieran pensar de sus adquisiciones, había reunido un conjunto magnífico de cuadros. Poseía piezas excepcionales de Renoir, como el famoso Marchand de Vin, La Source, La Place Pigalle, Les Filles de Catulle Mendès, La Grenouillère, y también cuadros de Puvis de Chavannes, Monet, Van Gogh y Sisley. Había comprado un bodegón de Cézanne, que pertenecía a Gauguin, y de la cual Huysmans se había burlado cruelmente, describiéndola como des "frutas torcidas en vasijas borrachas".»[9]
  - El palacete fue alquilado durante algún tiempo a la delegación de Polonia que participó en las negociaciones del Tratado de Versalles tras la Primera Guerra Mundial. En 1920, el Reino de España consiguió adquirirla para instalar su embajada, hasta entonces situada en el Boulevard de Courcelles. El duque de Pomar había querido legar al Estado español su edificio en París para que pudiera disponer de una embajada digna, pero distintos estudios sobre este edificio ponían en evidencia su estado de deterioro y que el gobierno español prefirió declinar el legado y utilizar el crédito abierto para las obras en la adquisición de otro inmueble. El 6 de noviembre de 1920, siguiendo la sugerencia del embajador del momento, José María Wenceslao Quiñones de León, adquirieron el Hôtel de Wagram por la suma de 5 000 050 francos.[10] El edificio se encontró en un estado bastante malo y necesitó importantes obras de renovación y modernización que dieron lugar a una polémica en el Parlamento español sobre el presupuesto de 1922. El Rey Alfonso XIII visitó el edificio en su viaje a París en 1921 y empezaron las obras de restauración bajo la dirección del arquitecto Walter-André Destailleur.[11] La embajada se instaló allí definitivamente el 22 de junio de 1923.

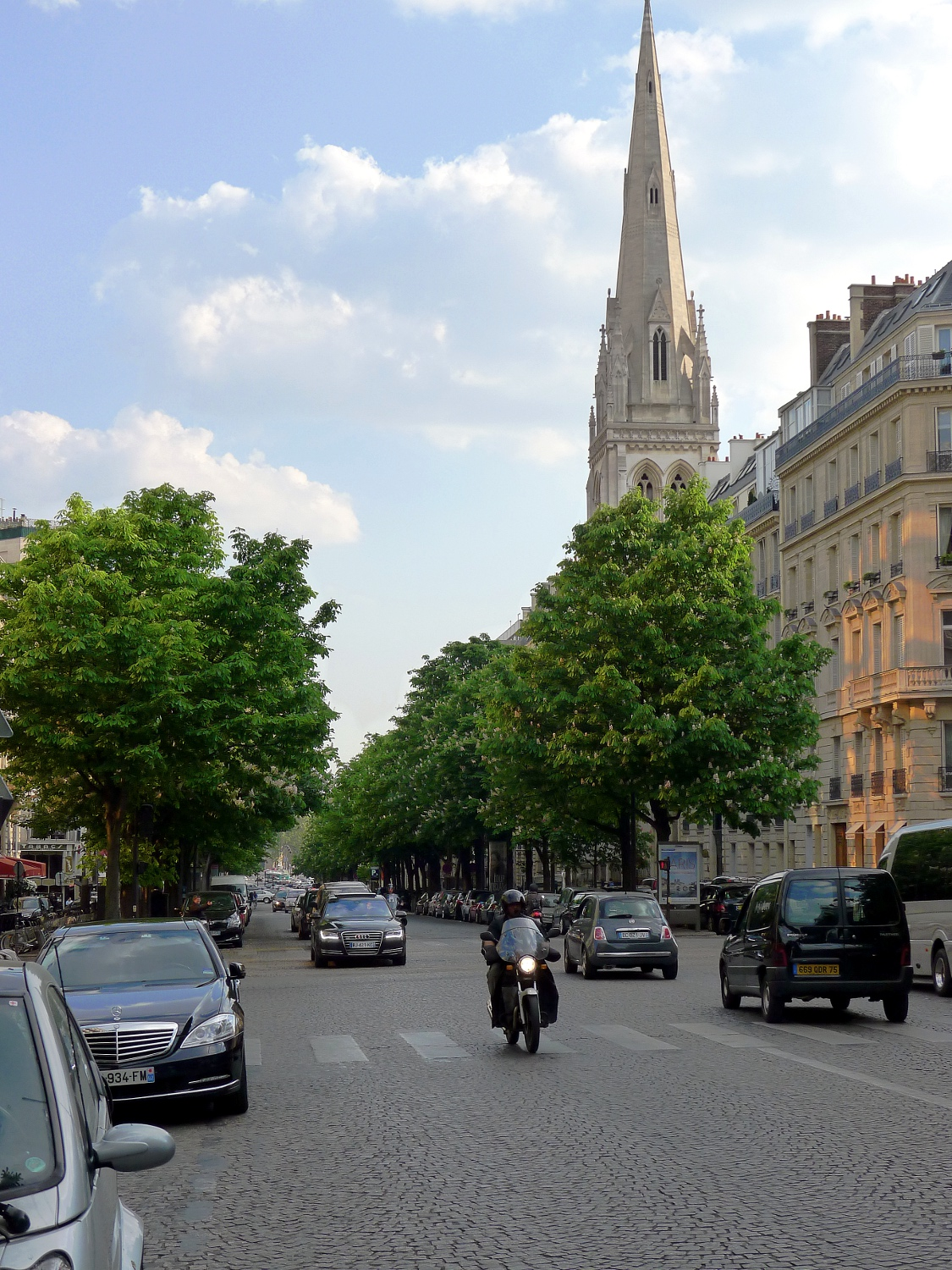
La Avenue George-V con la Catedral Americana de París en el fondo.

- Nº 23: La Iglesia episcopal americana de la Santa Trinidad (Catedral Americana de París). Construida en 1881-1884 por el arquitecto británico George Edmond Street en estilo neogótico.[12] El campanario se construyó en 1907.
- Nº 31: El Hôtel George-V, creado en 1928 por André Terrail, restaurador propietario del restaurante La Tour d'Argent, frente a su hôtel particulier.
- Nº 33: Hôtel Prince de Galles.
- Nº 36: «En el número 36, residía en 1900 un [...] príncipe [...] de la casa royal Karađorđević de Serbia, Alexis Karageorgévitch. Se casó con Abigaïl Pankhurst, de Cleveland, Ohio (que cambió su nombre, muy judío, para convertirse en Daria Karageorgévitch). Estaba a menudo en su palacete... Ella tenía pasión por el arpa, y lo tocaba bien, pero se complacía en transformar cada una de sus recepciones en recital. Ella me acogió a menudo en su villa de Cannes, La Fiorentina, donde criaba pavos blancos y cultivaba todas las variedades de camelias y, dejando a un lado los cotidianos conciertos de arpa, puedo decir que estas estancias me han dejado un muy buen recuerdo.»[13] Abigaïl Daria Pankhurst (1859-1938) estaba divorciada de su primer marido, J. Huger Pratt. El 11 de junio de 1913 se casó de nuevo en París con el príncipe Alexis Karageorgévitch (1859-1920), jefe de la rama principal de la casa de Karađorđević.
- Nº 43 : «La condesa Abraham de Camondo, que habitaba en el 43 de la Avenue de l'Alma, en un interior lleno de muebles del Renacimiento italiano y de los siglos XVII y XVIII, poseía [...] también cuadros de Degas y Manet.»[14] Regina Baruch (1822-1905) era la viuda del conde Abraham Behor de Camondo (1829-1889), banquero de la familia Camondo, originario de Constantinopla.
- Nº 46: Hôtel Fouquet's Barrière.

## Edificios destruidos
- Nº 17: Palacete del marqués de Moustier, construido por el arquitecto Louis Parent.
- Nº 20 (esquina con la Rue du Boccador): Hôtel de M. A.R. Pick, propiedad del conde de Beaumont (en 1910).[15]
- Nº 22: Palacete propiedad de M. Laurent (en 1910).[6]
- Nº 28bis: Capilla de los catéchismes de Saint-Pierre-de-Chaillot (en 1910).[6]
- Nº 29: Jardines del Hôtel de Kerjégu (V. Nº 38, Rue Quentin-Bauchart).
- Nº 33: Palacete del conde B. de Blacas (en 1910).[6]
- Nº 38: Palacete del barón Roger, construido en 1898-1905 por Walter-André Destailleur (véase también Nº 53, Rue François-Ier).[6]
- Nº 40: Hôtel Lebaudy (véase también Nº 55, Rue François-Ier) (en 1910).[6]
- Nº 44: Palacete de Mme. A. Darblay (véase también Nº 1, Rue Vernet) (en 1910).[6]
- Nº 46: Palacete de la condesa de Gramont d'Aster (en 1910).[6]

## Residentes célebres
- Lucien Muhlfeld (1870-1902), novelista y crítico literario (Nº 7).[14]
- El conde Albert de Mun (1841-1914), político y miembro de la Academia Francesa (Nº 5, en 1910).[16]
- El agente de cambio Louis Roland-Gosselin (1826-1907), que murió en el Nº 47.[17]